# كايفي
كايفي (بالإنجليزية: Kivy)‏ هي مكتبة بايثون مفتوحة المصدر لتطوير تطبيقات المحمول وغيرها من تطبيقات اللمس المتعدد مع واجهة مستخدم طبيعية (NUI). يمكن تشغيلها على أنظمة الأندرويد، أى أو إس، لينكس، ماك أو إس وويندوز.

## روابط خارجية
- كايفي على موقع Open Hub (الإنجليزية)